# Fuad Chehab
Fuad Chehab (em árabe: فؤاد شهاب, também transliterado Fouad Shihab ou Chehab),( 19 de março de 1902 - 25 de abril de 1973) foi Presidente da República do Líbano de 23 de setembro de 1958 a 22 de setembro de 1964, depois de ter sido o comandante das Forças Armadas Libanesas.
Tornou-se presidente interino do Líbano em 1952, quando irrompeu um violento movimento de oposição ao presidente Bechara El Khoury, e Camille Chamoun foi eleito para substituí-lo. Posteriormente, próximo do fim do mandato de Chamoun, pan-arabistas e muçulmanos tentaram derrubar o governo, em junho de 1958, depois que Chamoun, pró-ocidental, recusou-se a romper relações diplomáticas com o Reino Unido e a França - que haviam atacado o Egito durante a crise do Suez, em 1956. A comunidade muçulmana pressionava o governo a uma fusão com a República Árabe Unida, o que a comunidade maronita cristã recusava peremptoriamente. Chamoun pediu ajuda aos Estados Unidos, e os marines estadunidenses desembarcaram em Beirute. A revolta foi esmagada e o General Fuad Chehab foi eleito para suceder Chamoun.
O mandato de Chehab foi um dos mais distinguidos na história do Líbano, devido às reformas importantes e projetos de desenvolvimento social em larga escala que introduziu e iniciou, trazendo harmonia e prosperidade para o país.